# Patrick Strzoda
Patrick Strzoda (Thann, 5 de janeiro de 1952) é um político do alto escalão francês, ex-Prefeito e membro do gabinete do Presidente Emmanuel Macron. É o atual representante francês no Principado de Andorra desde 14 de maio de 2017.

## Biografia
Vindo de uma família de origem polonesa, ele possui uma licenciatura em inglês pela Universidade de Franche-Comté e um bacharelado em direito pela Universidade de Estrasburgo. Patrick Strzoda iniciou sua carreira como conselheiro da administração de escolas e universidades do Ministério da Educação Nacional em 1975. Em 1983, ingressou na ENA (promoção Leonardo da Vinci) e ingressou na prefeitura como diretor de gabinete do prefeito da prefeitura de Dordogne em 1985. Ele tornou-se sub-prefeito de Saint-Jean-de-Maurienne, em 1987, e depois secretário geral do comitê organizador dos Jogos Olímpicos de Inverno de 1992 em Albertville, ainda em Saboia.